# Biographisches Lexikon zur deutschen Geschichte
Biographisches Lexikon zur deutschen Geschichte ist ein biografisches Nachschlagewerk zur politischen Geschichte von den Germanen bis zur Oktoberrevolution und in der zweiten Auflage bis zum Ende des Zweiten Weltkrieges. Es wurde in zwei Auflagen 1967 und 1971 herausgegeben von Karl Obermann, Heinrich Scheel, Helmuth Stoecker, Bernhard Töpfer, Gerhard Zschäbitz, Gerhart Hass, Kurt Pätzold, Hans Radandt, Wolfgang Ruge, Wolfgang Schumann. Die erste Auflage enthält ca. 580 Artikel, die zweite Auflage ca. 850 Artikel. Darunter nur 17 Frauen:  Adelheid, Agnes von Poitou, Hildegard von Bingen, Olga Benario-Prestes, Liselotte Herrmann, Ricarda Huch, Rosa Luxemburg, Maria Theresia, Friederike Caroline Neuber, Luise Otto-Peters, Eleonore Prochaska, Caroline Schelling, Sophia Scholl, Anna Seghers, Tony Sender, Theophanu und Clara Zetkin. Von den Herausgebern haben verantwortlich betreut: Töpfer „von den Anfängen bis um 1500“; Zschäbitz „von etwa 1500 bis 1789“; Scheel „von 1789 bis 1815“; Obermann „von 1815 bis 1871“, Stoecker „von 1871 bis 1917“ und die Anderen die zweite Auflage von 1917 bis 1945.

## Ausgaben
- Biographisches Lexikon zur Deutschen (sic) Geschichte. Von den Anfängen bis 1917. Deutscher Verlag der Wissenschaften, Berlin 1967. 520 Seiten.[1]
- Biographisches Lexikon zur deutschen Geschichte. Von den Anfängen bis 1945. 2., erw. Auflage. Deutscher Verlag der Wissenschaften, Berlin 1970/1971. 770 Seiten.[2]